# Geoglief

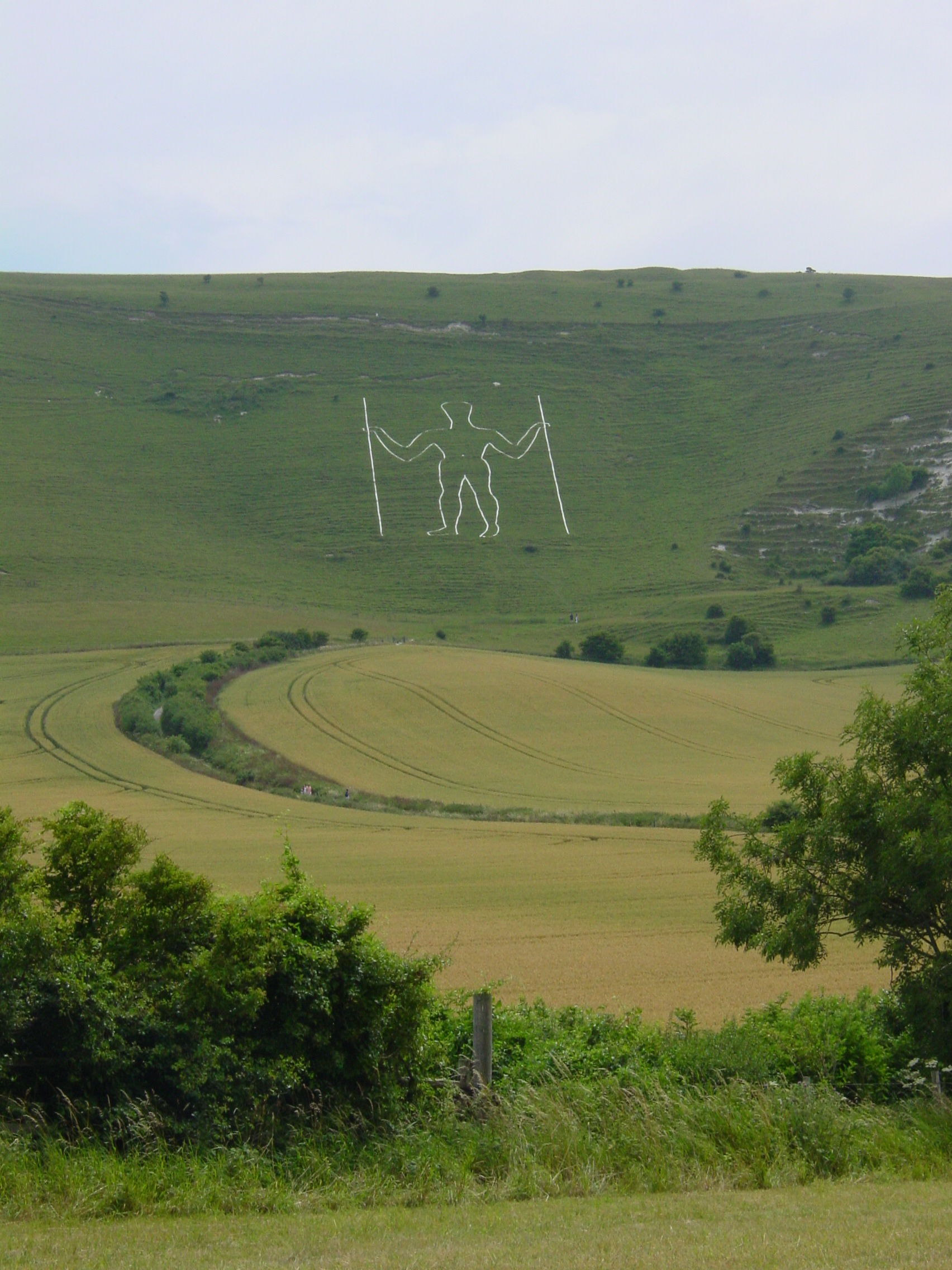
Long Man of Wilmington

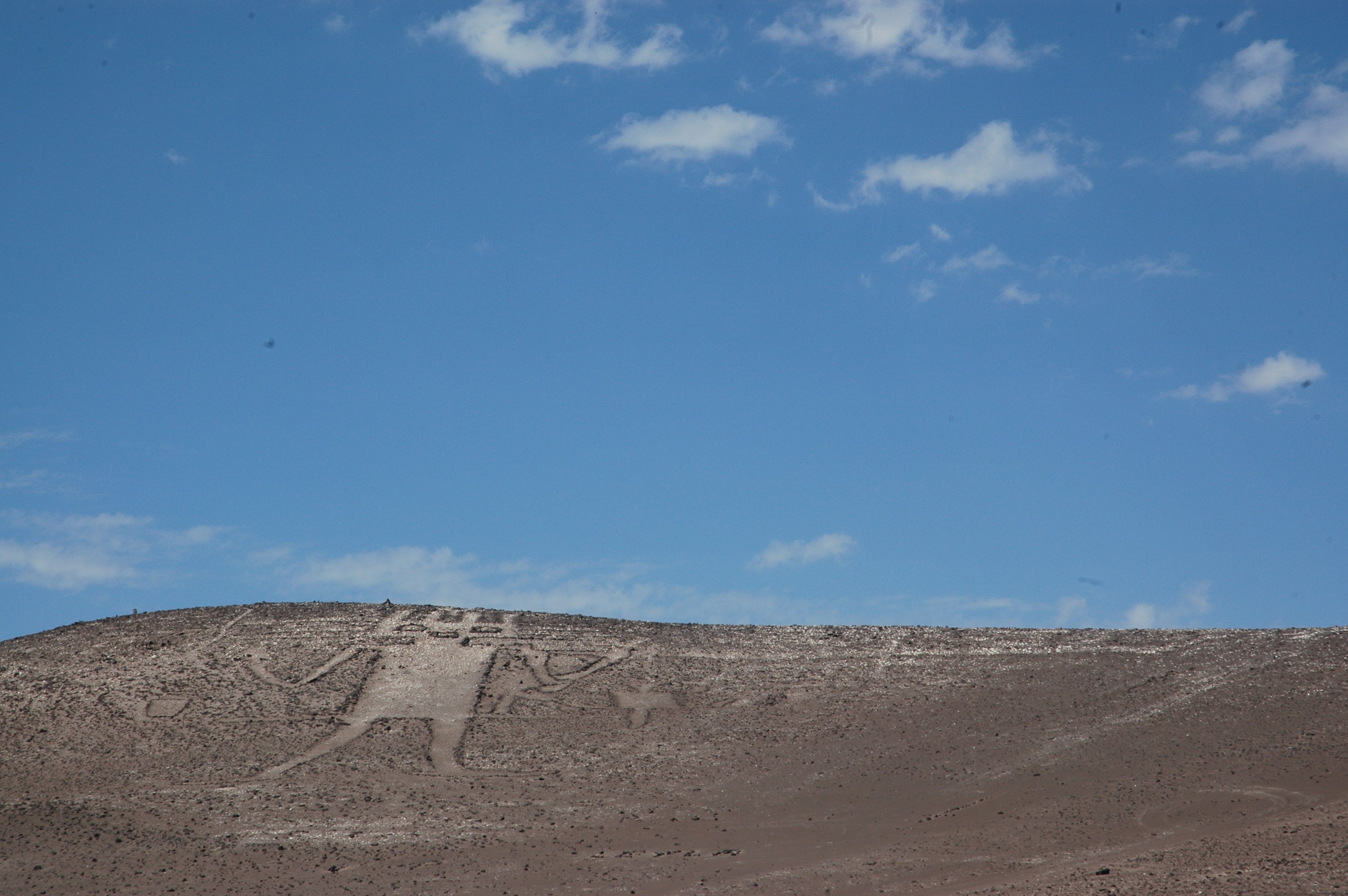
Atacama-reus, Chili

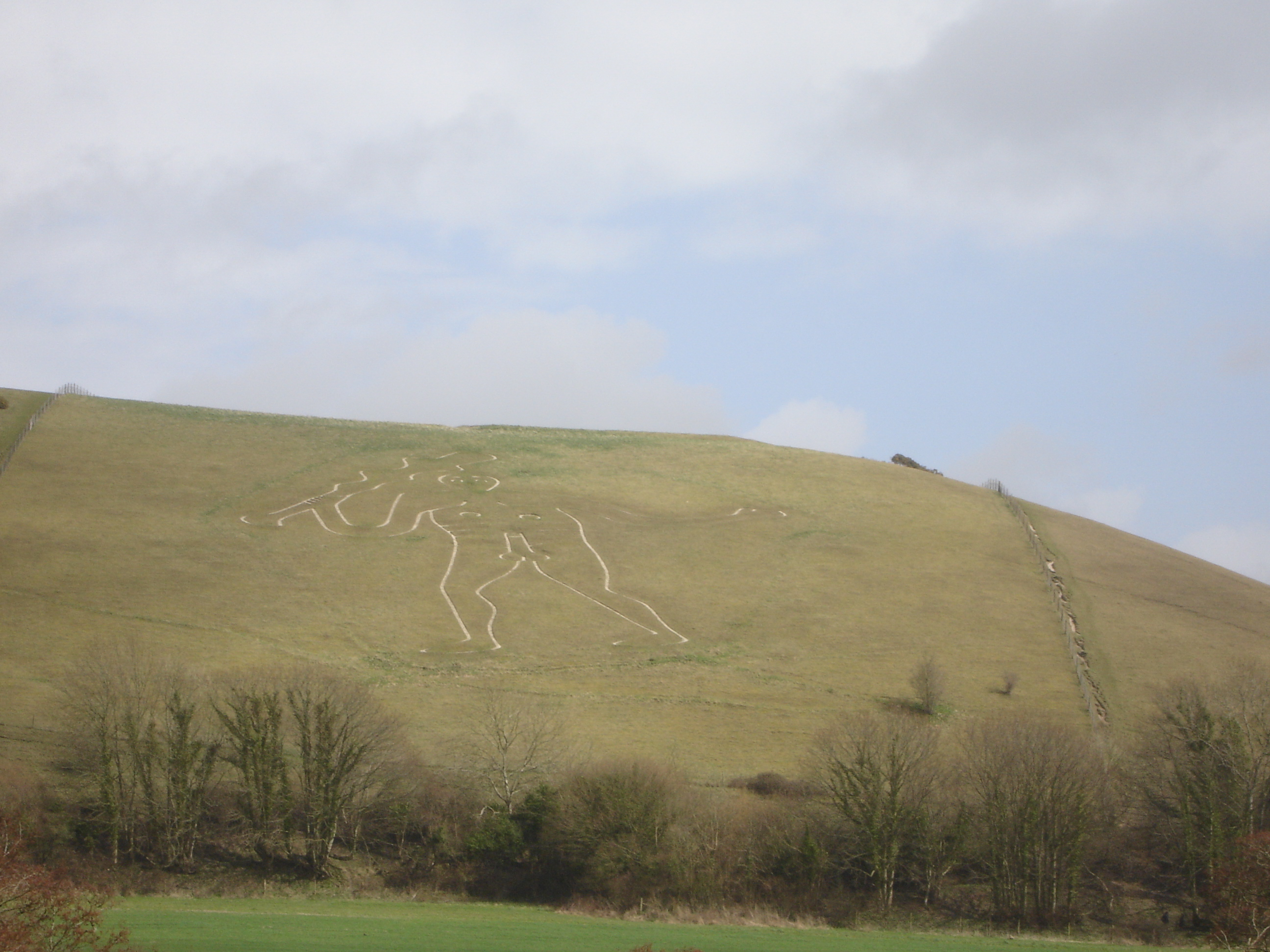
Cerne Abbas-reus

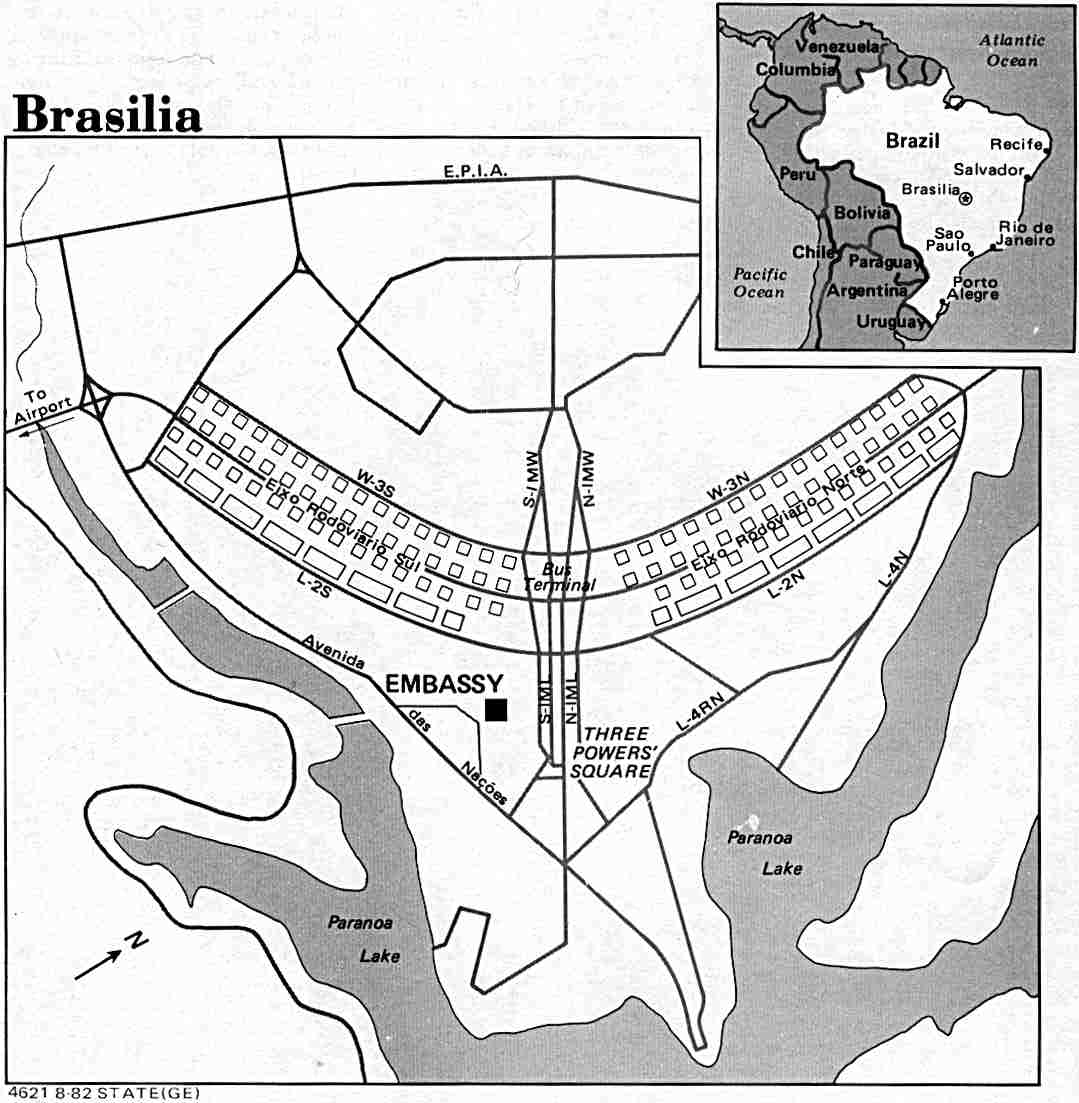
Brasilia in Brazilië, de afbeelding van een vliegtuig (Plano Piloto, 1956), of vogel

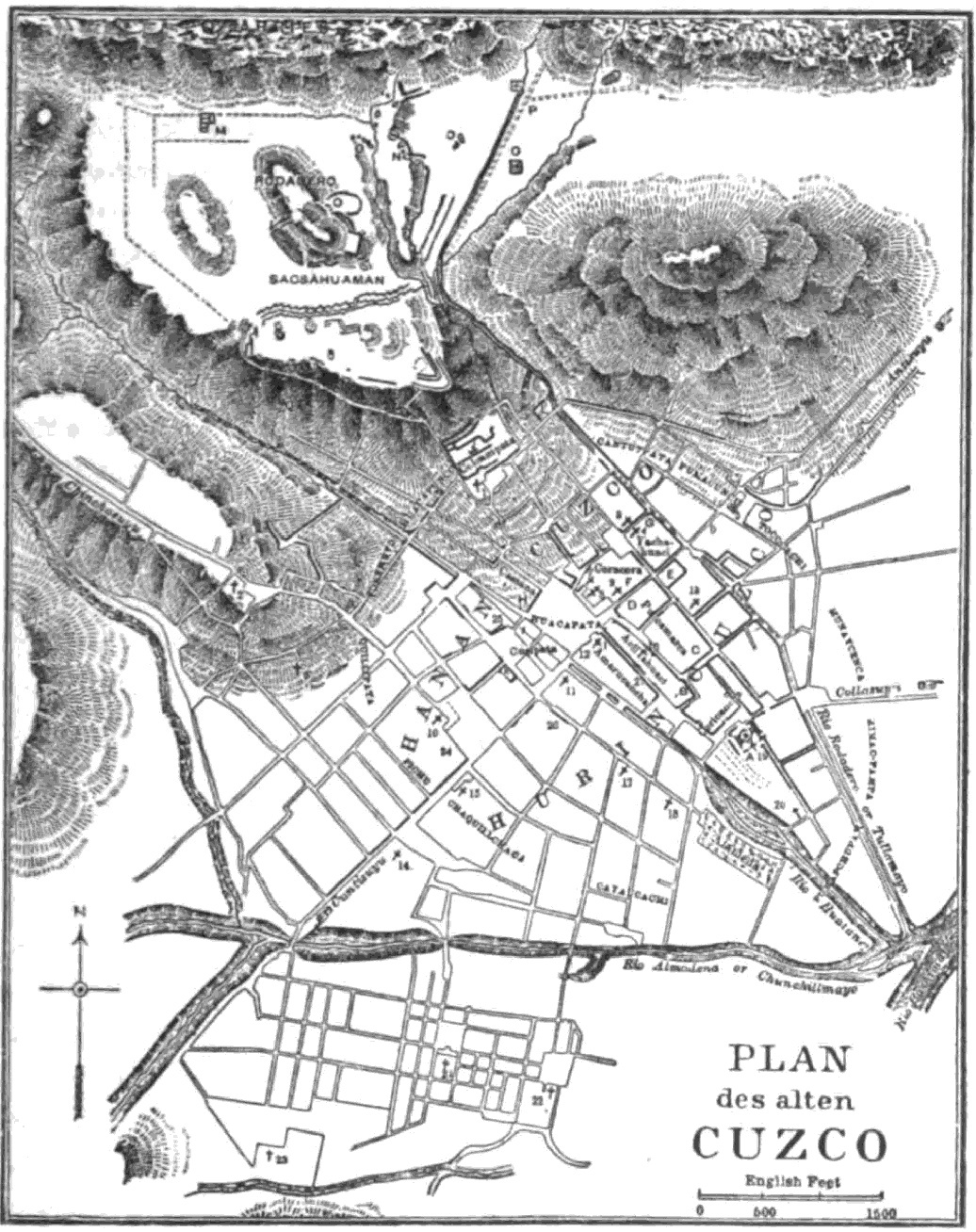
Geoglief in Cuzco (ca. 1860), de vesting Sacsahuman in het noorden van de stad geeft de kop van een liggend dier (EL PUMA YACENTE, poema) weer, de omtrek is door de nog bestaande inka-muur weergegeven. Vanaf de kop zijn duidelijk de in een dierenstaart overgaande rug en de beide aangetrokken benen te herkennen. De rug loopt over in een bergrivier, de beenomtrekken zetten zich af op de oever van de Sapi (rivier).

Een geoglief is een tekening in of op de aarde. Vaak wordt aan zo'n een tekening een bijzondere betekenis gegeven. 
Tekeningen van mensen of dieren komen voor, maar ook geometrische figuren, labyrinten, spiralen en rechte lijnen.
De tekeningen worden gemaakt door materiaal weg te halen (zoals bij de Nazcalijnen) of door de figuur met materialen, bijvoorbeeld stenen, op te bouwen (zoals steenformaties of turflabyrinten). Geogliefen die opgebouwd zijn met materialen worden positief genoemd, als een geoglief is gemaakt door materiaal weg te halen wordt het negatief genoemd. Opmerkelijk is dat de stenen die weggehaald zijn bij de aanleg bij de Nazcalijnen nog als nette stapeltjes terug te vinden zijn langs de lijnen. 

## Locaties
Geogliefen komen overal ter wereld voor. Vaak worden ze teruggevonden in afgelegen en kale gebieden, zoals woestijnen of heuvels. Dit hoeft niet te betekenen dat ze alleen op deze plekken werden aangelegd. Na jaren kan landbouw of stedenbouw de oorspronkelijke tekeningen verwoest hebben. 
De Nazcalijnen zijn uitzonderlijk goed bewaard gebleven door de extreme weersomstandigheden, maar in andere gebieden kan plantengroei de tekeningen tot op heden verbergen. Overigens zijn ook de Nazcalijnen niet ongeschonden gebleven, voordat het gebied werd beschermd zijn de afbeeldingen door de bandensporen van terreinwagens en motoren verstoord.
Niet alle geogliefen stammen uit de oudheid. De meeste "Witte Paarden" in Groot-Brittannië zijn 19e-eeuws, en er zijn ook veel nieuwe geogliefen gemaakt door kunstenaars van de land art-beweging. Ook landwinningsprojecten zoals de Palmeilanden worden als geoglief gezien. Geogliefen worden door sommigen in verband gebracht met zogenaamde leylijnen. 

### Bekende geogliefen
Bekende geogliefen zijn:
- Nazcalijnen
- Atacama-reus
- Witte paard van Uffington
- De Long Man of Wilmington
- De Spiral Jetty van kunstenaar Robert Smithson
- Broad Town White Horse - Wiltshire
- Effigy Mounds National Monument - Iowa (gemaakt tussen 500 v. Chr. en 1200 n. Chr.)
- de Marree Man in Australië, in de jaren 1990 door onbekenden gemaakt

### Stedenbouwkundig
Er zijn ook stedenbouwkundige geogliefen, bijvoorbeeld:
- Cuzco; poema's
- Brasilia in Brazilië; vliegtuig (ontworpen door Lucio Costa in 1956)
- Palmeilanden in Dubai
- The World - Dubai

## Afbeeldingen

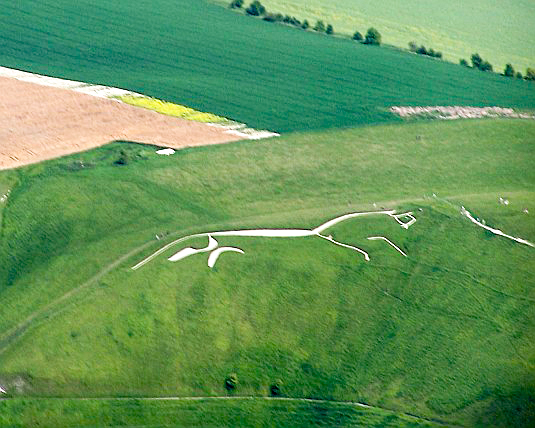
Witte paard van Uffington
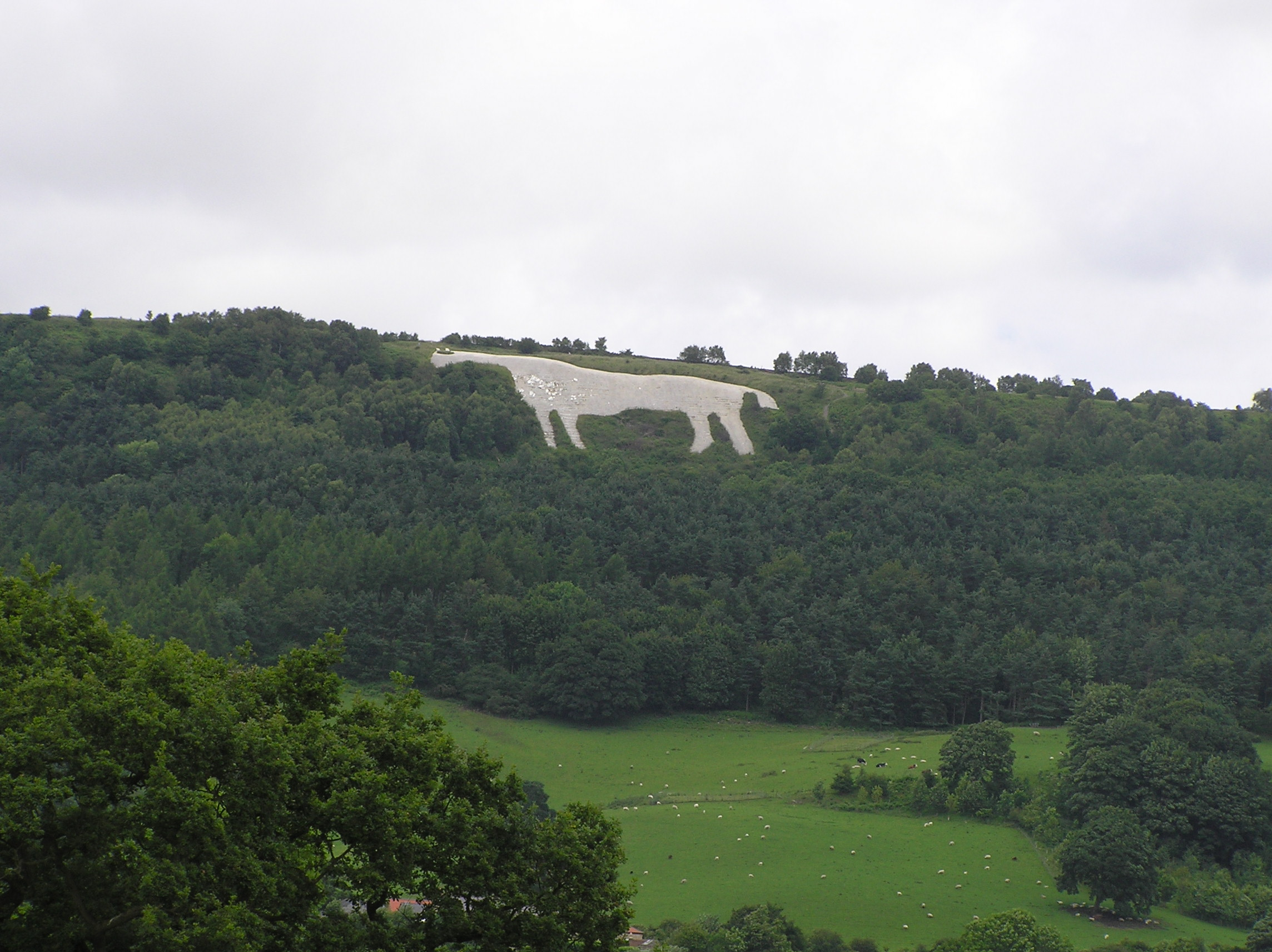
Witte paard van Kilburn
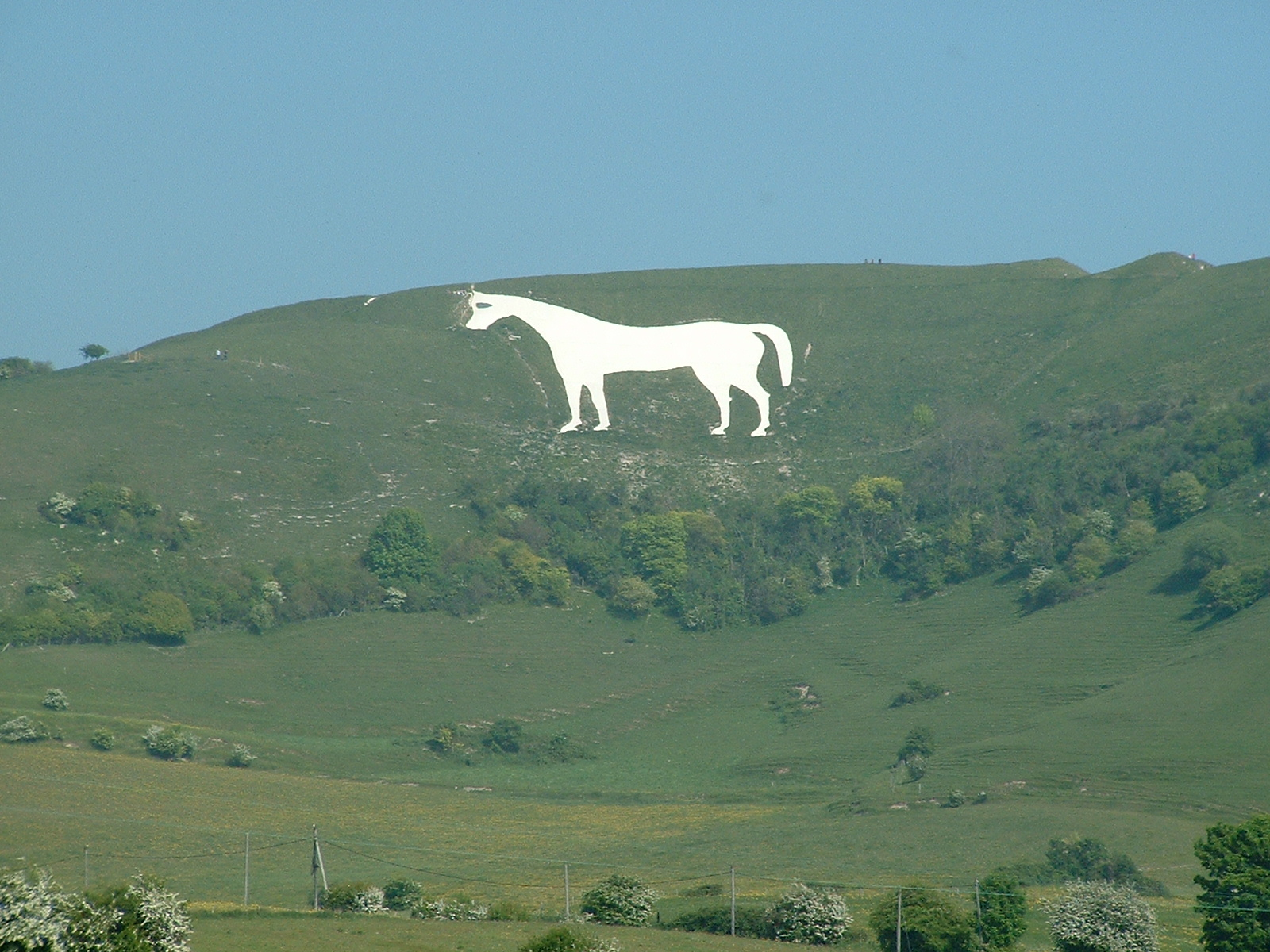
Witte paard van Westbury
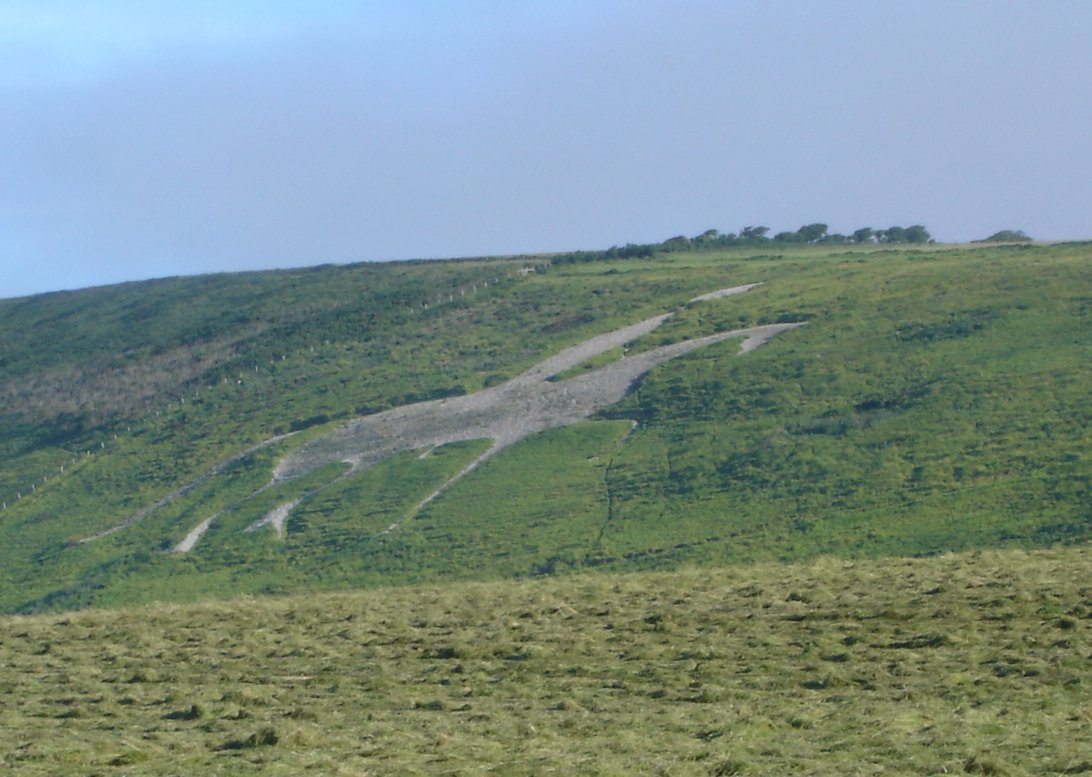
Witte paard van Osmington
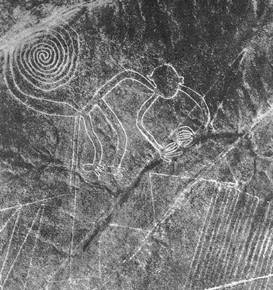
Nazcalijnen -Aap met spiraalstaart
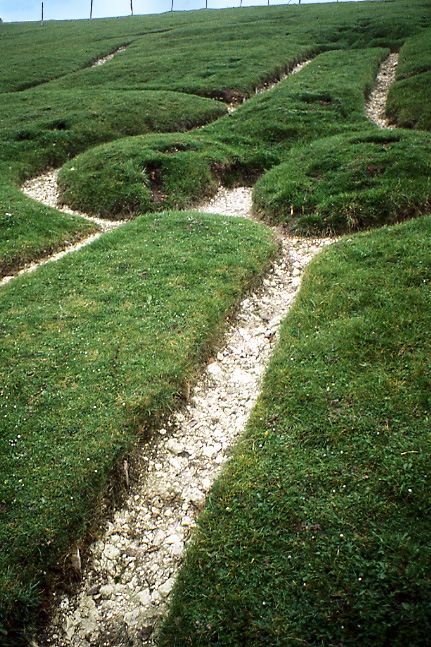
Detail van de fallus en benen van de Cerne Abbas-reus
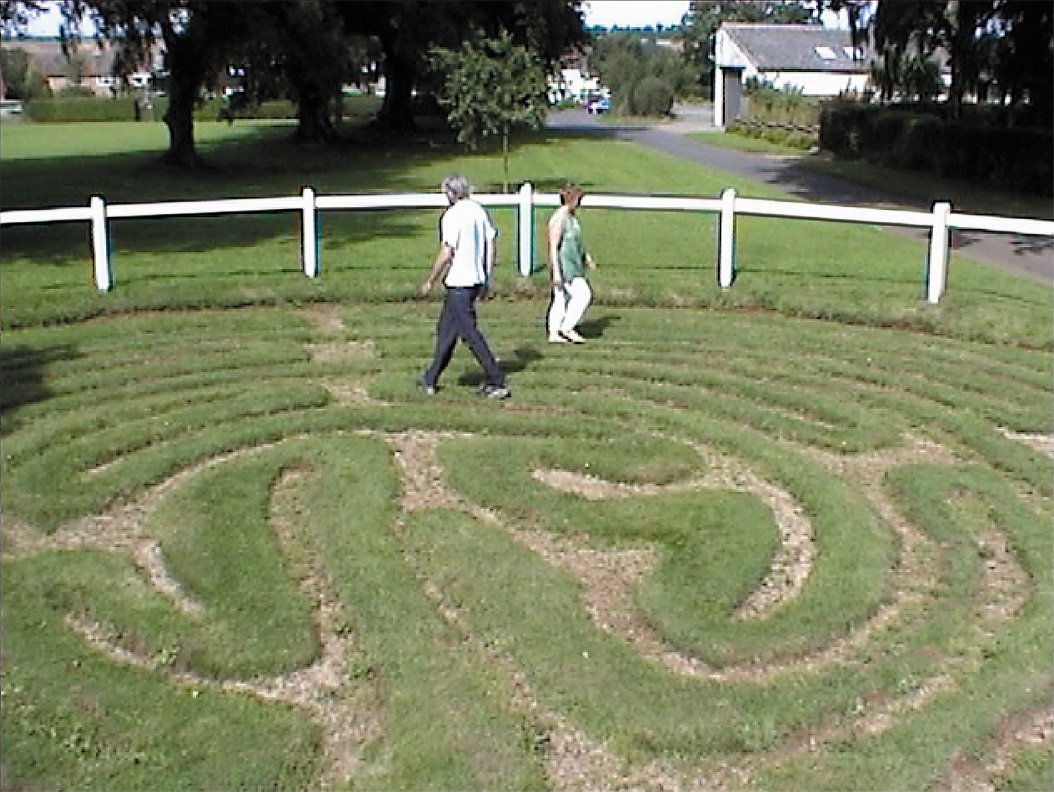
Turflabyrint bij Wing, Rutland
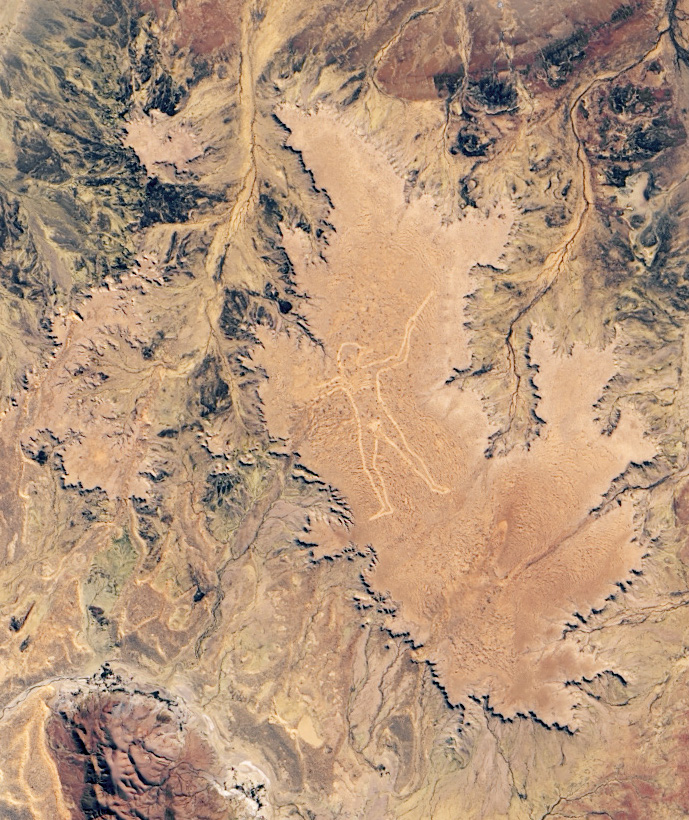
De Marree Man in Australië (foto: 28 juni 1998)
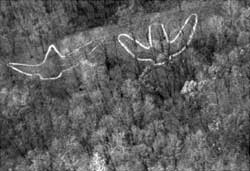
Twee vogelheuvels - Effigy Mounds
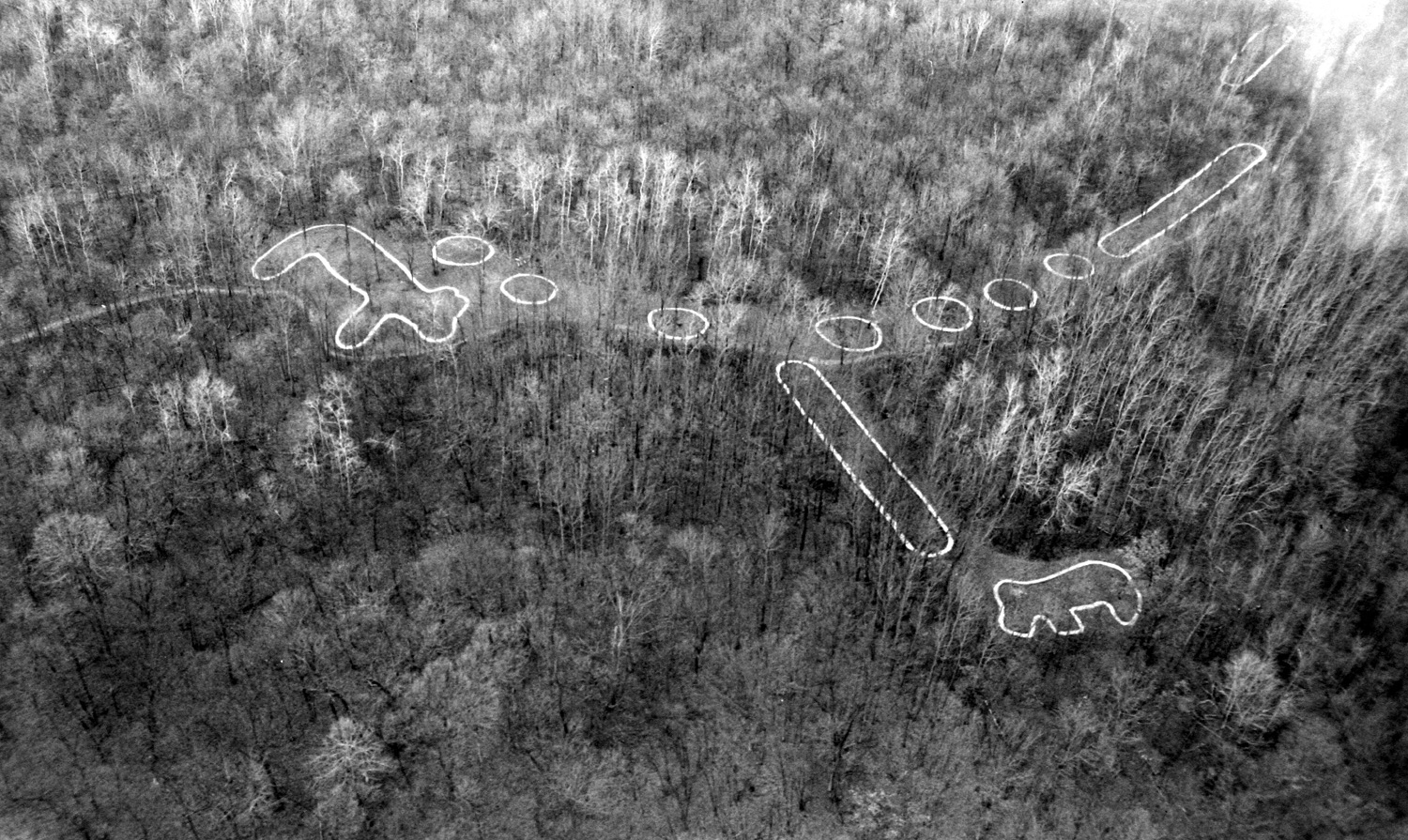
Great Bear Mound - Effigy Mounds
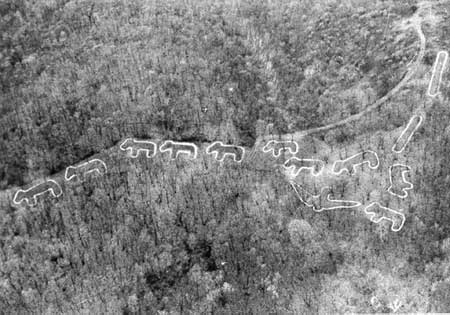
Marching Bear Hills - Effigy Mounds
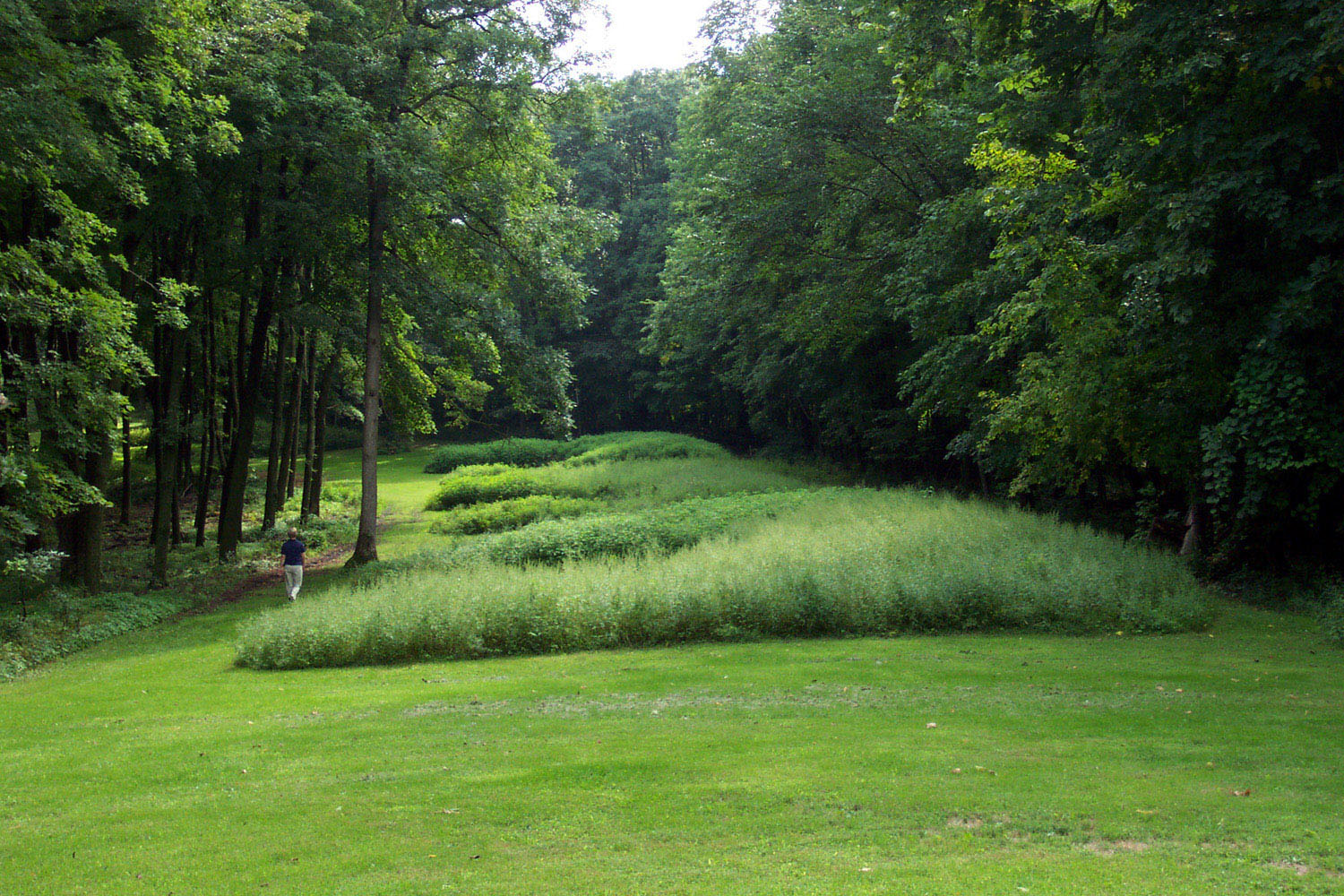
Marching Bear Hills - Effigy Mounds
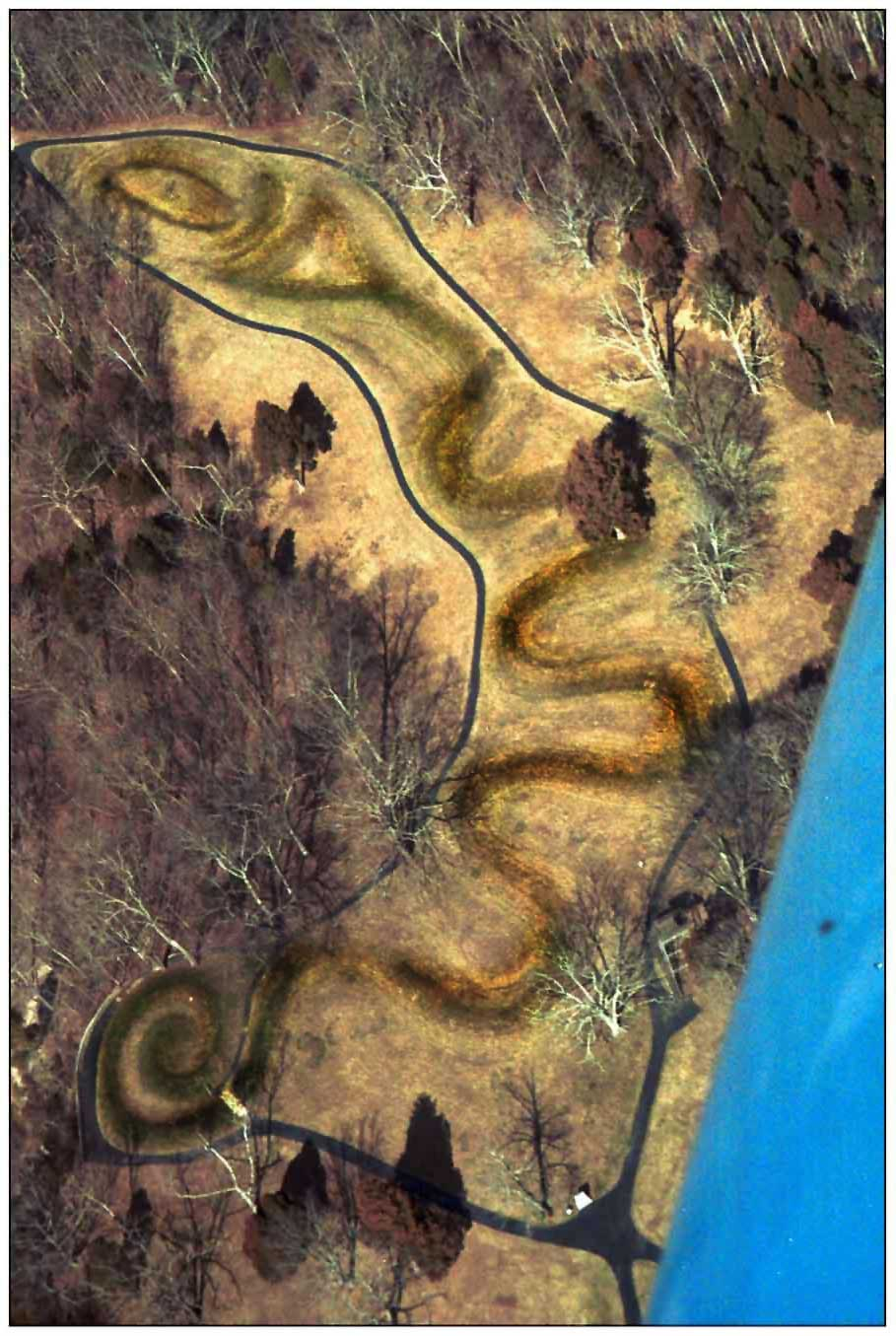
Serpent Mound - Ohio
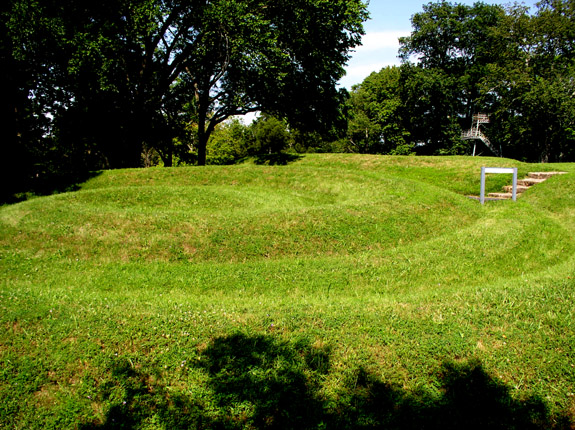
De spiraal-staart aan het einde van Serpent Mound - Ohio
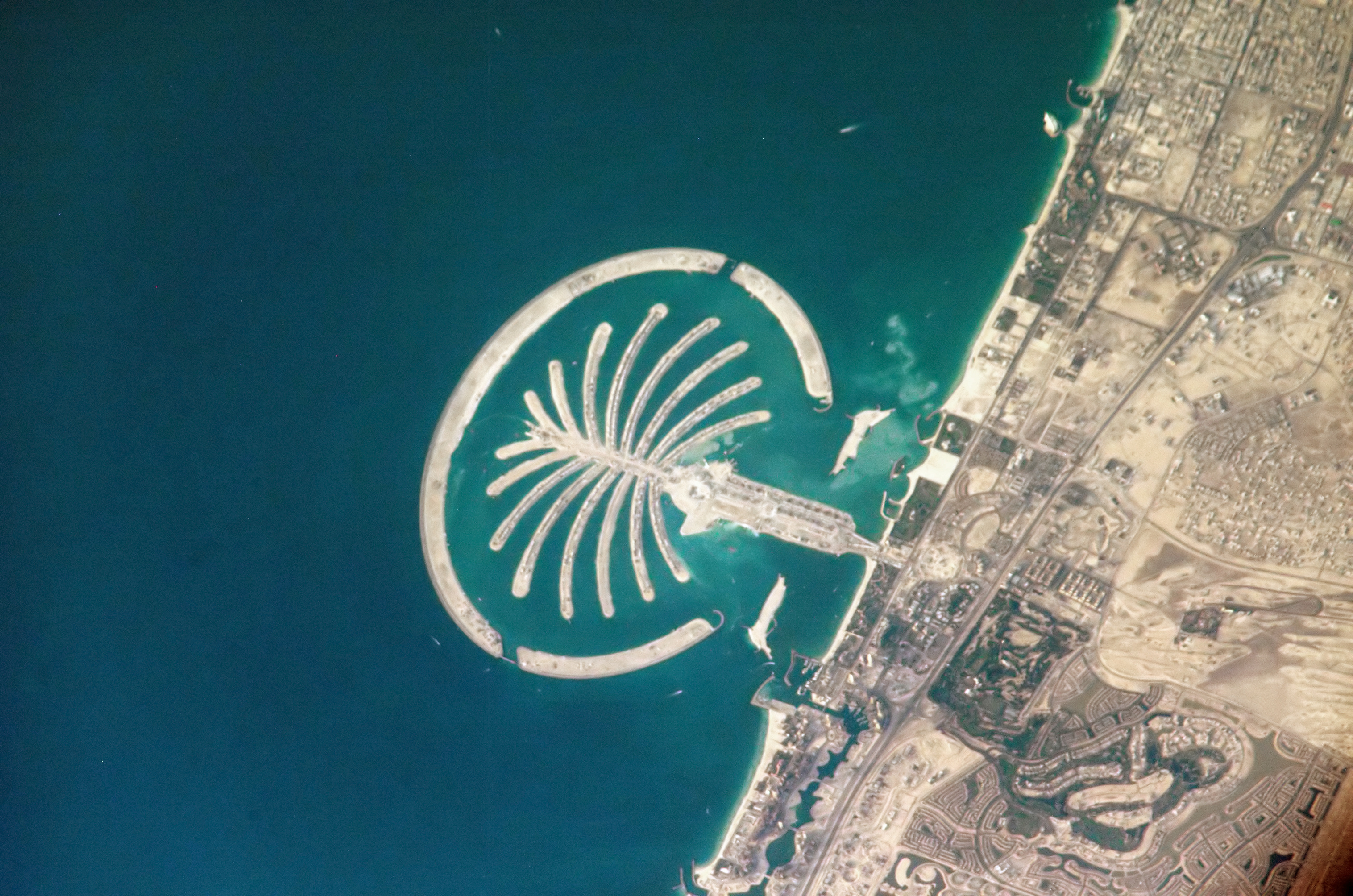
Palmeilanden
Atacama-reus - Chili
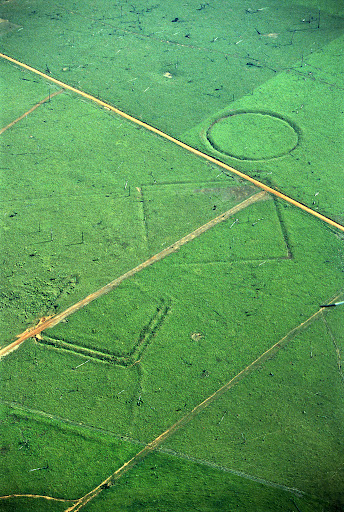
Fazenda Colorada, geogliefen op ontbost land in het Amazoneregenwoud